# Ethiopian Somali Democratic League
Die Ethiopian Somali Democratic League (Abkürzung ESDL; deutsch etwa „Äthiopisch-Somalische Demokratische Liga“ oder „Demokratische Liga der äthiopischen Somali“) war eine Partei in der Somali-Region von Äthiopien. Sie entstand 1994 aus dem Zusammenschluss von zehn oder mehr Parteien verschiedener Somali-Clans, der von der auf nationaler Ebene regierenden EPRDF veranlasst wurde. 1998 vereinigte sich die ESDL auf Betreiben der EPRDF mit Teilen der Ogaden National Liberation Front zur Somali People’s Democratic Party.

## Vorgeschichte und Gründung
Die Volksbefreiungsfront von Tigray bzw. die von ihr geführte Parteienkoalition EPRDF, die 1991 das Derg-Regime in Äthiopien stürzte, unternahm Schritte zu einer Demokratisierung und Dezentralisierung des Landes. In der Somali-Region, die mit der Neuordnung der Verwaltungsgliederung Äthiopiens gebildet wurde, entstanden daraufhin Dutzende Parteien auf Clan-Basis, die um Macht und Einfluss konkurrierten. Die EPRDF arbeitete zunächst mit der Westsomalischen Befreiungsfront und mit der Ogaden National Liberation Front (ONLF) zusammen, zwei Gruppierungen, die im größten Somali-Clan auf äthiopischem Gebiet – den Ogadeni-Darod – verankert waren und ebenfalls gegen das Derg-Regime gekämpft hatten. Die ersten Wahlen in der Region gewann 1992 die ONLF.
Bereits 1991 versuchten einige Somali in Addis Abeba, die die Ausrichtung der Parteien nach einzelnen Clans ablehnten, eine clan-übergreifende politische Organisation der äthiopischen Somali zu bilden. Sie kamen mit Unterstützung der beiden Somali-Vizeminister in der äthiopischen Regierung – Abdi Adan und Shamsudiin Ahmed – zusammen, manche von ihnen gründeten ein Komitee. Ihre Bemühungen scheiterten jedoch an der geringen Kompromissbereitschaft der ONLF.
1994 erklärte das von ONLF/Ogadeni dominierte Regionalparlament, vom verfassungsmäßigen Sezessionsrecht Gebrauch machen zu wollen und eine Unabhängigkeit der Somali-Region anzustreben. Die EPRDF, die insgeheim bereits seit 1992 Strategien entworfen hatte, um die separatistische ONLF zu schwächen, förderte daraufhin die Bestrebungen zur Einigung der Nicht-Ogadeni-Opposition. An einem dreitägigen Treffen im Februar 1994, das in einem ungenutzten Militärlager in Hurso (26 km westlich von Dire Dawa in der Shinile-Zone) unter Anwesenheit von Premierminister Tamrat Layne stattfand, wurden zehn oder mehr Parteien von kleineren Clans zur neuen Partei ESDL zusammengeschlossen. 1500 Delegierte stimmten der Wahl von Parteiname und -farben zu und bestätigten einstimmig Abdimajid Hussein (auch: Abdul Majid Hussein), den einzigen Somali-Minister in der Bundesregierung und Angehörigen des Isaaq-Clans,  als Parteivorsitzenden. Er war Mitglied des Isaaq-Clans, wurde aber als Mitglied des Gadabursi-Clans (Makahil) geboren. Sein Vater war nicht in der Lage, das Blut an den Habar Awal Clan zu bezahlen, und sein eigener Clan weigerte sich, also wurde er in die Habar Awal integriert. Erster Generalsekretär wurde Shamsudiin Ahmed, der den Gadabursi-Dir angehört.

## Zusammensetzung
Zu den Parteien, die sich in der ESDL zusammenschlossen, gehörten einer Quelle zufolge elf Gruppierungen: die Somali Democratic Union Party oder Democratic United Party der Hawiya im Süden, die Issa and Gurgura Liberation Front, Gurgura Independence Front, Eastern Gabooye Democratic Organization, Eastern Ethiopian Somali League, die Horiyal Democratic Front der Gadabursi, Social Alliance Democratic Organization, Somali Abo Democratic Union, die Shekhash People’s Democratic Movement der Shekash, die von Isaaq dominierte Ethiopian Somalis’ Democratic Movement und eine Partei der Rer Barre. In anderen Quellen ist von zehn oder von 13 Parteien die Rede.
Hiermit wurden die Nicht-Ogadeni-Clans zu den neuen regionalen Partnern der EPRDF. Besser als die Ogadeni „verstanden sie die Beschränkungen der von Meles Zenawi vorgeschlagenen Demokratie“. Ihre gemeinsame Abneigung gegen eine Vorherrschaft der Ogadeni ließ sie zusammenrücken und die Unterstützung der EPRDF annehmen. Formal wurden auch Ogadeni in die ESDL eingebunden.

## Wahlen 1995
Im Hinblick auf die nahenden Wahlen 1995 fehlte es der ESDL an Vorbereitungszeit und Ressourcen. Die Partei entsandte eine Delegation in das Nachbarland Dschibuti, um von dort lebenden äthiopischen und anderen Somali finanzielle Unterstützung zu gewinnen. Hierbei kamen rund 30.000 US-Dollar sowie etliche Fahrzeuge zusammen. Sie stellte in allen Distrikten jeweils Kandidaten mit Verbindungen zu lokalen Clans auf. Differenzen innerhalb der ONLF, ein Wahlboykott von Teilen der ONLF und eine Änderung der Wahlkreise zum Nachteil des Ogadeni-Clans trugen zum Wahlsieg der ESDL bei. Sie gewann 76 von 139 Sitzen im Regionalparlament und 15 der 23 Sitze der Somali-Region im nationalen Parlament. (Anderen Quellen zufolge erhielt sie gar zwei Drittel der Sitze im Regionalparlament und sämtliche Sitze im nationalen Parlament oder 75 Regional- und 23 von 25 Nationalparlamentssitzen.)

## Regierungszeit und Ende
Die erste Handlung des neuen Regionalparlaments bestand darin, die 21 Mitglieder der neuen Regierung zu wählen. Bei der Besetzung dieser und anderer Ämter musste die ESDL zur Kenntnis nehmen, dass die EPRDF bestimmte Kandidaten „bevorzugte“. Die ESDL-Regionalregierung machte Jijiga anstelle der abgelegenen Stadt Gode im Ogadeni-Gebiet zur neuen Regionshauptstadt und nahm für die provisorisch Region 5 genannte Region definitiv den Namen „Somali“ an (statt „Ogadenia“, was die vorherige Parlamentsmehrheit bevorzugt hätte). Die Regionalverwaltung wurde professionalisiert und ausgebaut, so wurden Lehrer einer Qualifikationsüberprüfung unterzogen und etliche „Phantom-Lehrer“ von den Lohnlisten gestrichen. Auch wurden neue Brunnen in trockenen Gebieten gegraben und in Jijiga ein Lehrerausbildungsinstitut und eine Schule für Krankenschwestern gegründet. Weite Teile der Öffentlichkeit betrachteten allerdings den Einfluss der EPRDF als Hindernis für die Entwicklung der Somali-Region und waren überzeugt, die EPRDF könnte jederzeit jede Regionalregierung absetzen.
Innerhalb von zwei Jahren führten interne Streitigkeiten zwischen Regionalpräsident Eid Dahir Farah und Teilen des Parteikomitees zu einer politischen Krise der ESDL. Bis Ende 1997 hatte die Partei die Unterstützung der EPRDF wie auch weiter Teile der Bevölkerung verloren. Die EPRDF beschloss daraufhin die Vereinigung der ESDL mit kooperationswilligen Teilen der ONLF. Aus diesem Zusammenschluss ging 1998 die Somali People’s Democratic Party (SPDP) hervor, die seit 2000 regiert und stärker als die ESDL der EPRDF untersteht. Die meisten Vertreter der ESDL im nationalen Parlament wurden nicht in die SPDP aufgenommen.